# دستور ميجي

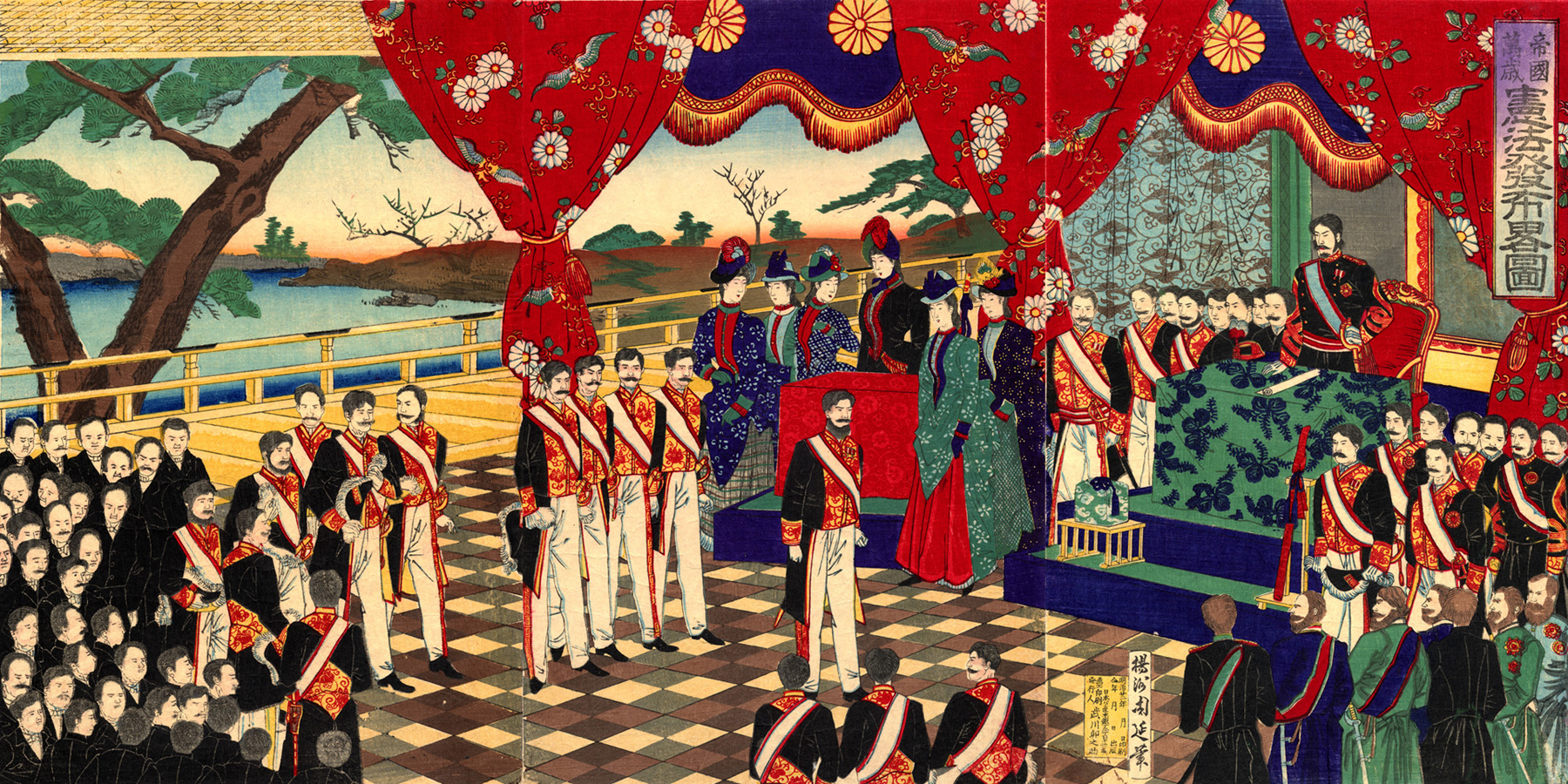

دستور ميجي في اليابان (Meiji Constitution) هو الاسم الشائع للدستور الياباني الذي كان معمولا به سابقاً في الامبراطورية اليابانية من 29 نوفمبر 1890 إلى 2 مايو 1947 ليحل مكانه دستور اليابان الذي جعل من منصب الإمبراطور شرفيا، حيث إنه يمثل رمز الدولة ووحدتها وأن القرارات توقع باسم الإمبراطور وذلك هو ما اشتمل عليه الباب الأول من الدستور في المواد 1-8.

## خلفية
في أعقاب إصلاحات ثورة الميجي في اليابان عام 1868 التي استعاد بمقتضاها إمبراطور اليابان ميجي عرشه بعد أكثر من 240 عاما من حكم الشوغونات (حيث تم تنظيم انقلاب على عهد توكوجاوا)، عندها كتبت اليابان أول دستور في تاريخها عام 1889 وبدأ العمل به عام 1890 في عهد الامبراطور ميجي وعرفت بمقتضى هذا الدستور أول نظام برلمانى وتعددية سياسية. ونص الدستور على حقوق وواجبات كل من الشعب والحكومة.

## الواقع والتطبيق
يرى بعض الدارسين لتاريخ الدستور اليباني في عهد ميجي ان هناك امور كثيرة مذكورة فيه نظريا لكن لم تطبق. مثلا نص دستور 1889 على (أن يكون البرلمان منتخبا شعبيا)، غير أن هذا النص ظل مجرد شعار نظري في الوقت الذي سعت فيه الدولة الإمبراطورية للسيطرة حتى على أفكار الشعب الداخلية التي يهمسون بها لأنفسهم 

## قالو عنه
قال ماتسوموتو جوجى رئيس لجنة صياغة الدستور اليابانى التابعة للحكومة في عام 1945 